# Villa Flora, Winterthur

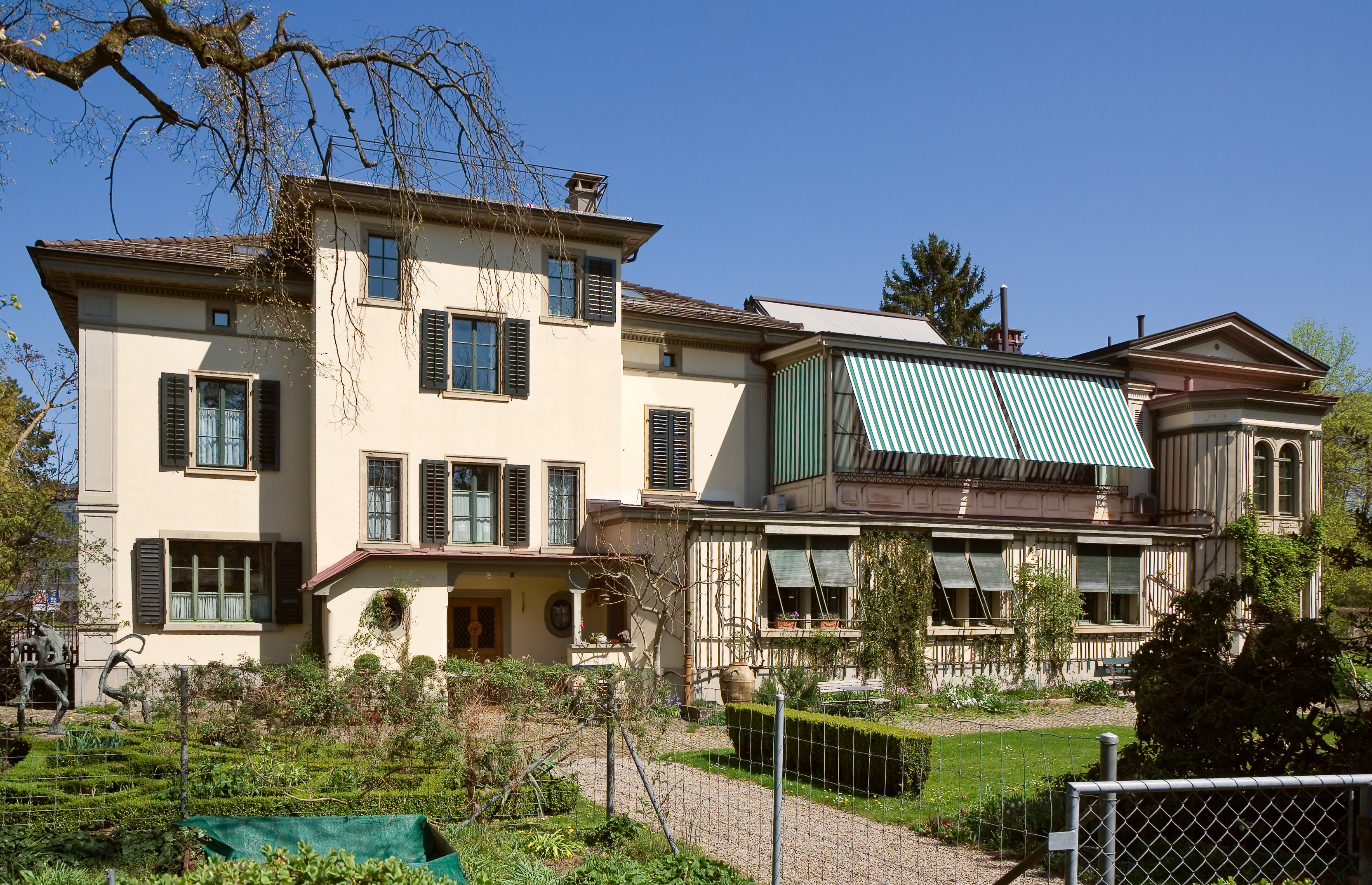
Baksidan med trädgård.

Villa Flora eller Kunst Museum Winterthur – Villa Flora är ett konstmuseum i Winterthur i kantonen Zürich i Schweiz. Det är en del av Kunst Museum Winterthur där också Kunst Museum Winterthur – Beim Stadthaus och Kunst Museum Winterthur – Reinhart am Stadtgarten ingår. 
Villa Flora uppfördes 1846 och förvärvades 1856 av familjen Bühler. År 1898 ärvdes Villa Flora av Hedy Hahnloser-Bühler(en) som tillsammans med sin man, läkaren Arthur Hahnloser (1870–1936), var stora samlare av fransk och schweizisk samtida konst. De lät 1908 de schweiziska arkitekterna Robert Rittmeyer(de) och Walter Furrer(de) renovera huset i jugendstil. Konstsamlingen, huset och trädgården var 1995–2014 ett privatmuseum. Efter en renovering återöppnades museet 2024 som en del av Kunst Museum Winterthur.
Konstsamlingen har sin tyngdpunkt på postimpressionismen och bland representerade konstnärer återfinns Ferdinand Hodler, Giovanni Giacometti, Félix Vallotton, Pierre Bonnard, Edouard Manet, Paul Cézanne, Vincent van Gogh, Odilon Redon, Henri Matisse och Henri de Toulouse-Lautrec.